# Ato Institucional n.º 13
O Ato Institucional Número Treze (AI-13) foi baixado pela junta militar, em 5 de setembro de 1969. A nova junta militar havia afundado o poder alguns dias antes devido à doença do presidente Costa e Silva, de acordo com o AI-12 de 1 de setembro de 1969. Apenas quatro depois, a junta militar novamente fez uso de um novo ato institucional.

## Contexto histórico
O AI-13 endureceu ainda mais o regime militar brasileiro, já que o banimento ou a expulsão do Brasil de qualquer cidadão considerado inconveniente pelo regime foi institucionalizada. Pelo AI-12, de 1 de setembro de 1969, o regime ditatorial ignorou as disposições normais para substituir o presidente doente e deixou de lado a figura do vice-presidente.

## Disposições legais
O AI-13 declara que os Ministros de Estado da Marinha, do Exército e da Aeronáutica, no uso das atribuições conferidas pelo art. 1º da Associação Institucional nº 12, de 31 de agosto de 1969, resolveu publicar um novo Ato Institucional. Em seu art. 1, o AI-13 diz que o Poder Executivo poderá, por proposta dos supracitados ministros de Estado, juntamente com a Justiça, expulsar do território nacional os cidadãos considerados inconvenientes, prejudiciais ou perigosos.
O Poder Executivo poderá, mediante proposta dos Ministros de Estado da Justiça, da Marinha de Guerra, do Exército ou da Aeronáutica Militar, banir do território nacional o brasileiro que, comprovadamente, se tornar inconveniente, nocivo ou perigoso à segurança nacional.— Ato Institucional Número Treze, art. 1.º
A duração da expulsão consistirá no processo ou execução da pena, bem como a prescrição legal da mesma.
Parágrafo único - Enquanto perdurar o banimento, ficam suspensos o processo ou a execução da pena a que, porventura, esteja respondendo ou condenado o banido, assim como a prescrição da ação ou da condenação.
Como nos demais atos institucionais, em seus últimos artigos é dito:
Art. 2º - Excluem-se de qualquer apreciação judicial todos os atos praticados de acordo com este Ato Institucional e Atos Complementares dele decorrentes, bem como os respectivos efeitos.— Ato Institucional Número Treze, art. 2.º
Art. 3º - Este Ato Institucional entra em vigor nesta data, revogadas as disposições em contrário.